# Бензин (станция)
Бензи́н — грузовая железнодорожная станция Башкирского региона Куйбышевской железной дороги, конечная на тупиковом внутриузловом ответвлении протяжённостью 6 км от станции Черниковка-Восточная. Расположена в Орджоникидзевском административном районе города Уфы, в промышленной зоне района Черниковка (бывший город Черниковск).
Существовавшее ранее движение электропоездов до Уфы отменено в 2008 г.

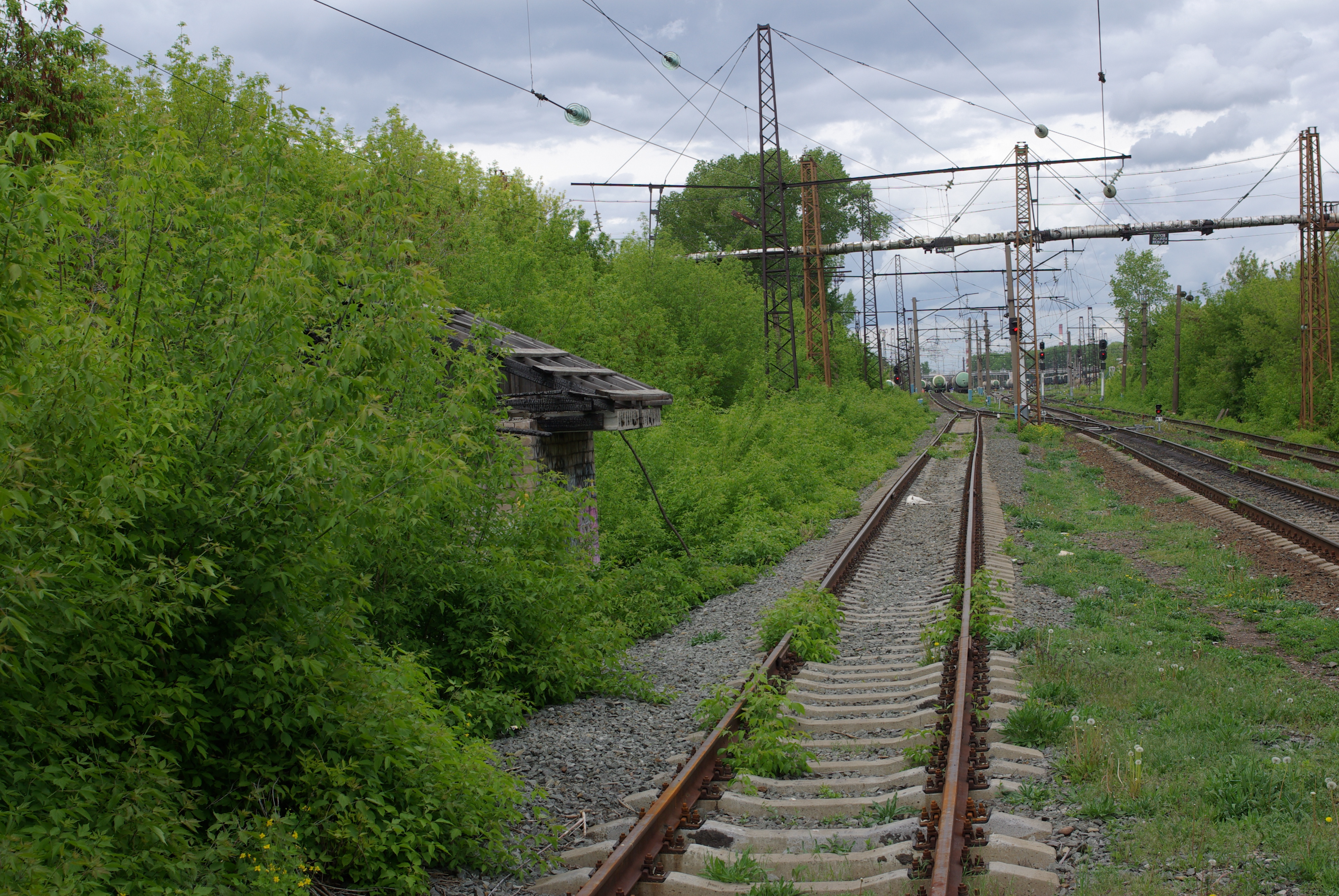
Станция Бензин в Уфе. Тупик и платформа с павильоном для электричек (2022)

К станции примыкают подъездные пути Уфимского нефтеперерабатывающего завода «Башнефть-УНПЗ», являющимся основным клиентом станции.
Прием и выдача грузов повагонными и мелкими отправками, загружаемых целыми вагонами, только на подъездных путях и местах необщего пользования.
Адрес: Уфа, ул. Ульяновых, д. 66